# Maria Louisa a Spaniei (1782-1824)
Maria Luisa a Spaniei (Maria Luisa Josefina Antonieta Vicenta; 6 iulie 1782 – 13 martie 1824) a fost infantă a Spaniei și soția lui Louis de Parma. A fost regină a Etruriei și mai târziu Ducesă de Lucca. A fost regentă pentru fiul ei.

## Infantă a Spaniei

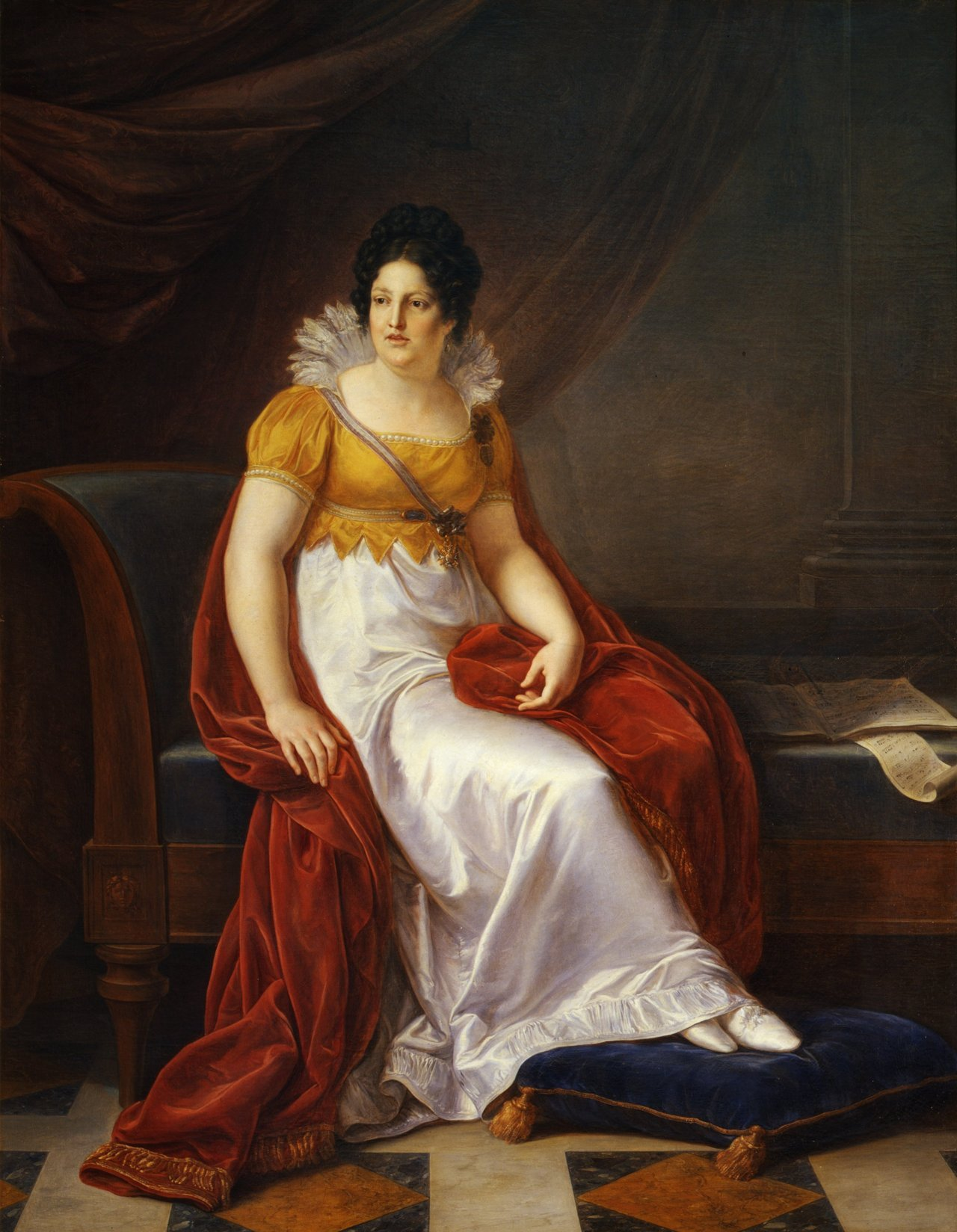
Infanta Maria Luisa

Născută la Palatul Regal din La Granja de San Ildefonso, Maria Luisa a fost a treia fiică a regelui Carol al IV-lea al Spaniei (1748-1819) și a soției lui, Maria Luisa de Parma (1751-1819), care a fost nepoată a regelui Ludovic al XV-lea al Franței. A primit numele Maria Luisa Josefina Antonieta după o soră mai mare, Maria Luisa Carlota, care a murit cu doar patru zile înainte de nașterea Mariei Luisa.
Maria Luisa a a vut o copilărie fericită și a fost fiica favorită a părinților ei; în familie i se spunea "Luisetta".
În 1795, vărul primar al Mariei Luisa, Louis, Prinț Ereditar de Parma, a venit la curtea Spaniei pentru a-și finaliza educația. Exista o înțelegere între cele două familii regale ca Louis să se căsătorească cu una dintre fiicele regelui Carol al IV-lea. Se anticipa că se va căsători cu infanta Maria Amalia, cea mai mare fiică nemăritată a lui Carol. Maria Amalia avea 15 ani, era timidă și melancolică. Louis, care era timid și rezervat, a preferat-o pe sora ei mai mică, Maria Luisa, care deși avea numai 13 ani arăta mai bine și era mai veselă. Toate cele patru fiice ale lui Carol al IV-lea erau scunde și simple dar Maria Luisa era isteață, vioaie și amuzantă.
Ea avea părul negru ondulat, ochi căprui și un nas grecesc. Deși nu era frumoasă, fața ei era expresivă și era plină de viață. Era generoasă, mărinimoasă și evlavioasă.

## Căsătorie

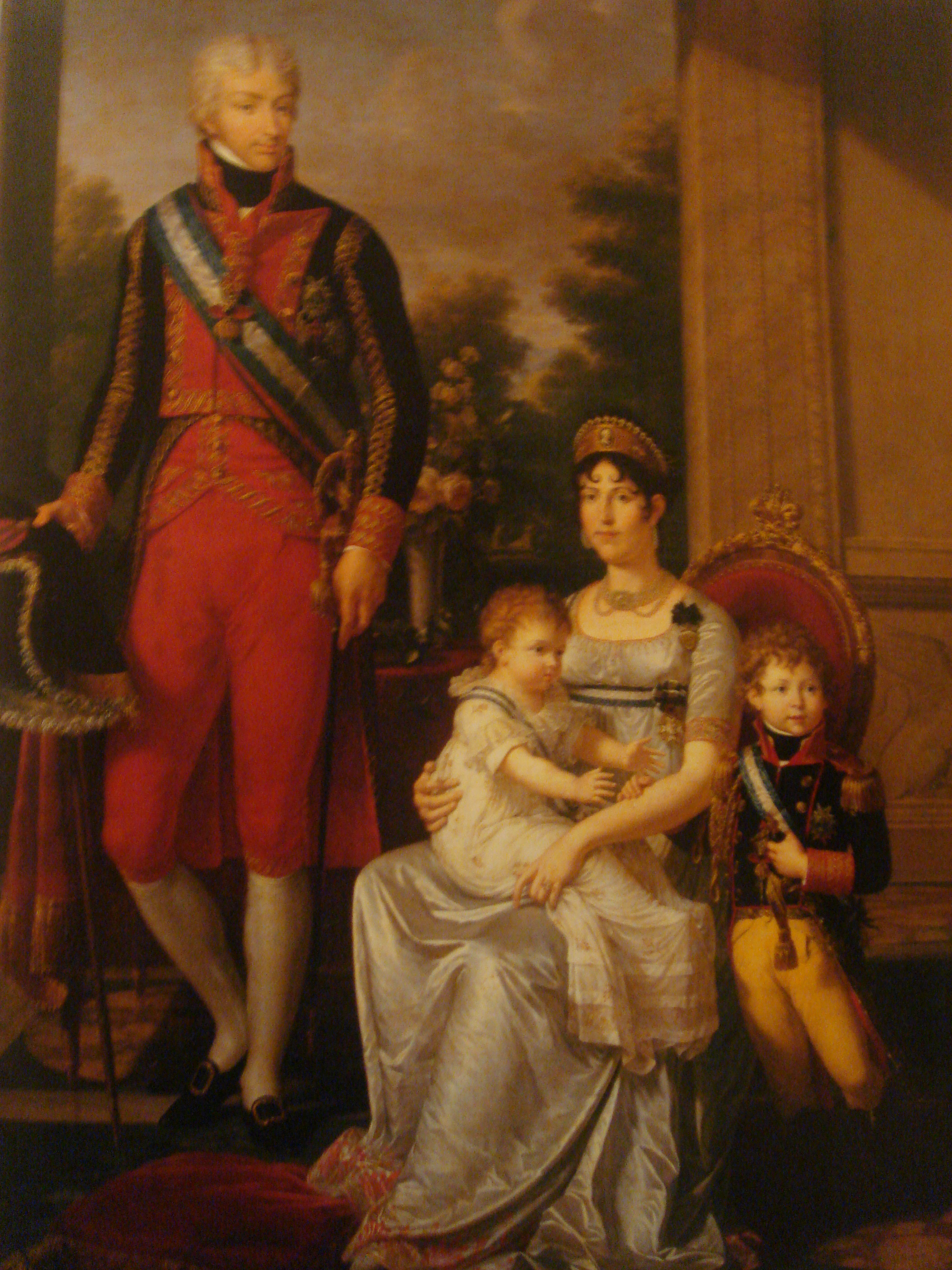
Louis și Mariei Luisa împreună cu copiii ei.

Louis a fost numit infante al Spaniei și s-a căsătorit cu Maria Luisa la 25 august 1795 în La Granja, San Ildefonso. În același timp a avut loc și căsătoria Mariei Amalia care s-a măritat cu unchiul ei mult mai în vârstă, infantele Antonio Pascual.
Căsătoria între două personalități diferite s-a dovedit a fi fericită, deși a fost umbrită de sănătatea precară a lui Louis. Louis era fragil, suferea de probleme de piept și în urma unui accident din copilărie când s-a lovit cu capul de o masă de marmură, a suferit de crize de epilepsie. Cu trecerea anilor sănătatea lui s-a deteriorat și a ajuns să fie tot mai dependent de soția sa. 
Tânărul cuplu a rămas în Spania în primii ani de căsătorie, care a fost cea mai fericită perioadă a vieții lor. Deoarece Maria Luisa avea numai treisprezece ani atunci când s-a căsătorit, primul ei copil nu s-a născut decât peste patru ani. Primului ei fiu, Carol Louis, s-a născut la Madrid la 22 decembrie 1799.
Ulterior, cuplul a vrut să meargă la Parma, dar Carol al IV-lea și soția sa au fost reticenți în a permite plecarea lor. Ei au rămas în Spania până în primăvara anului 1800 și au avut reședința la Palatul din Aranjuez.

## Regină a Etruriei

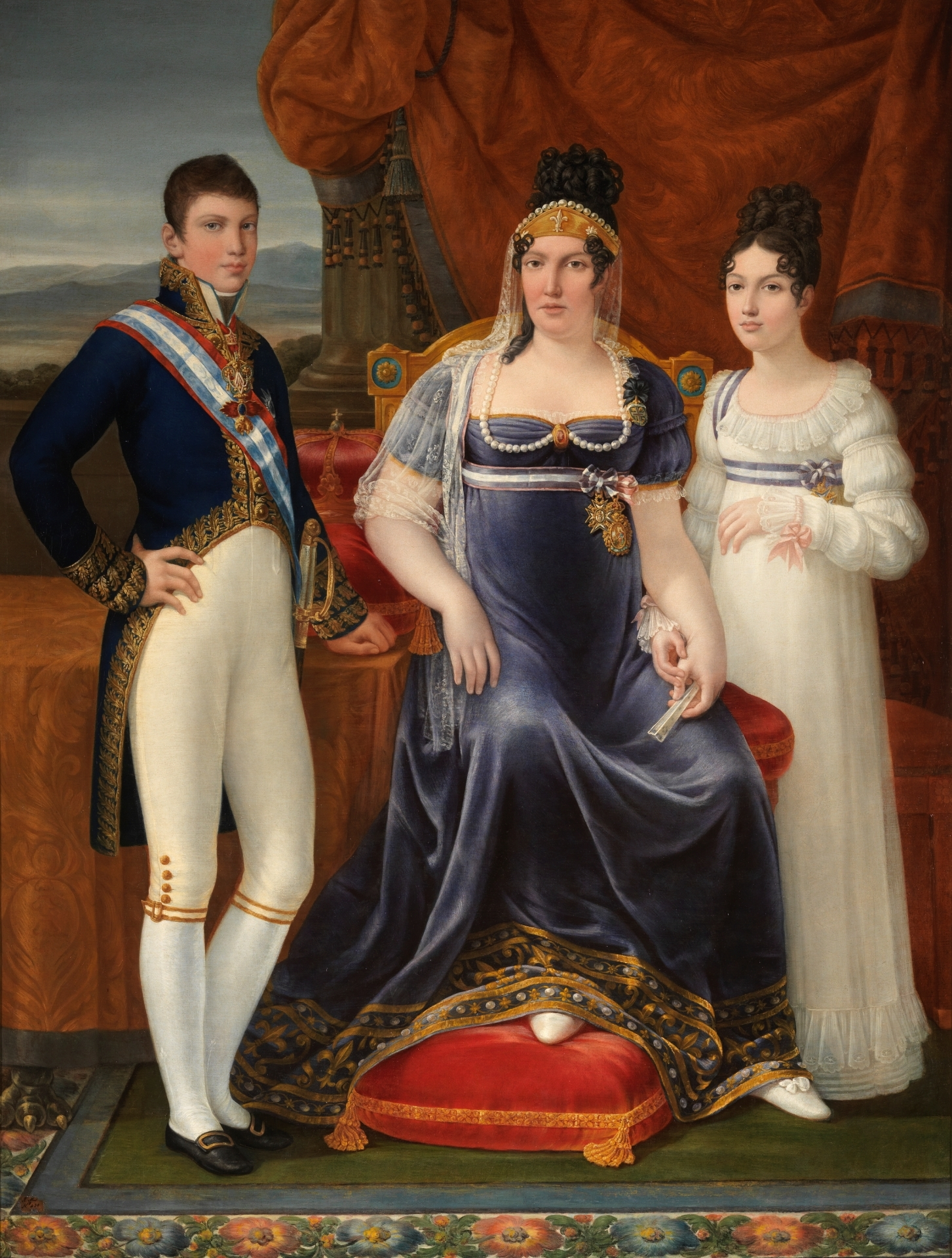
Maria Luisa și copiii ei.

Viața Mariei Luisa a fost profund marcată de acțiunile lui Napoleon Bonaparte. Napoleon care era interesat ca Spania să-i fie aliată împotriva Angliei, l-a trimis în vara anului 1800 pe fratele său, Lucien, la curtea spaniolă să semneze un tratat cu Spania. Tratatul se va semna la 21 martie 1801 la Aranjuez. Napoleon, care cucerise Italia, a propus o compensare Casei de Bourbon pentru pierderea Ducatului de Parma numindu-l pe moștenitorul Parmei, pe Louis, rege al Etruriei. Noul regat a fost creat din Marele Ducat de Toscana. Pentru a face loc bourbonilor, Marele Duce habsburgic a fost demis și a fost compensat cu Salzburg.
Toscana era mai mare, mai bogată și mai importantă decât Parma. Mama Mariei Luisa a fost foarte mulțumită când fiica sa a devenit regină. Soțul Mariei Luisa, a cărui sănătate slabă l-a făcut indolent și apatic, a acceptat ceea ce s-a decis în ciuda opoziției propriul tată.
Maria Luisa, care nu a trăit departe de familia ei și a fost total lipsită de experiență în afacerile politice, s-a opus planului. Una dintre condițiile lui Napoleon a fost ca cei doi tineri să meargă la Paris și să primească de la el investitura noii lor suveranități, înainte de a lua în posesie Etruria. Maria Luisa a fost reticentă în a face o excursie în Franța, unde cu doar șapte ani mai devreme, rudele ei, Ludovic al XVI-lea și Maria Antoneta, au fost executate. Cu toate acestea, la presiunea familiei, a făcut ce i s-a spus.
La 21 aprilie 1801 cuplul și fiul lor au părăsit Madridul și la bordul navei Bayonne au călătorit incognito spre Franța sub numele de Conții de Livorno. Pe 24 mai când au ajuns la Paris, Napoleon i-a primit cu mari atenții. La început, cuplul nu a făcut o bună impresie. Erau îmbrăcați demodat cu haine în stil spaniol. Francezii au găsit-o pe Maria Luisa urâtă dar deșteaptă și agreabilă; soțul ei a fost descris ca arătând bine, cu inima bună dar prost.
Infanta spaniolă nu s-a bucurat de vizita ei la Paris. Bolnavă în cea mai mare parte a timpului, a suferit de febră, de multe ori a trebuit să stea în pat și atunci când a luat parte la evenimente nu voia să facă acest lucru. De asemenea, a fost îngrijorată de sănătatea soțul ei iar el era dependent de ea pentru orice.  După ce au stat trei săptămâni la Paris, Maria Luisa și soțul ei au plecat spre Parma la 30 iunie. La Piacenza au fost întâmpinați de părinții lui Louis; au mers împreună la Parma unde Maria Luisa le-a întâlnit pe cele două surori nemăritate ale soțului ei. Louis vorbea deja italiana cu accent străin iar italiana Mariei Luisa era presărată cu cuvinte spaniole. După trei săptămâni la Parma au ajuns în Etruria.

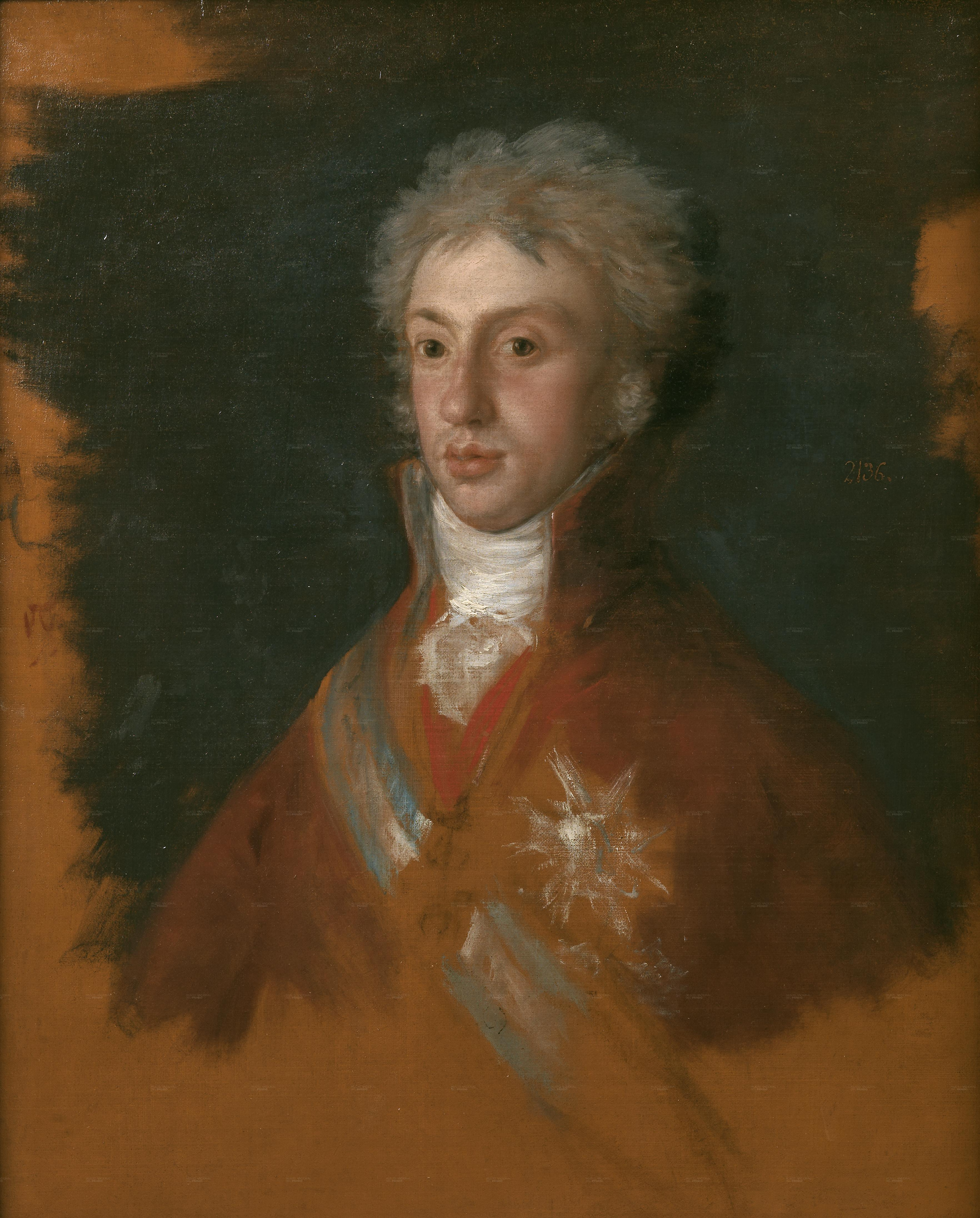
Regele Louis al Etruriei, soțul Mariei Luisa.

În august au ajuns în noua lor capitală, Florența. Generalul francez Joachim Murat fusese trimis la Florența pentru a pregăti Palatul Pitti pentru ei. Maria Luisa era însărcinată și a suferit un avort spontan; sănătatea soțului ei, mereu fragilă, s-a deteriorat și mai mult, și a avut frecvente crize de epilepsie. Palatul Pitti, reședința noilor regi ai Etruriei, a fost fosta casă a ducilor de Medici. Palatul a fost practic abandonat după moartea ultimului Medici iar Marele Duce Ferdinand când a plecat a luat cele mai multe dintre valorile sale cu el.
Maria Luisa și Louis aveau bune intenții însă au fost primiți cu ostilitate de populație și de nobilime. Finanțele Etruriei erau într-o stare deplorabilă; țara a fost distrusă de război, de recoltele slabe și de costul întreținerii trupele nepopulare franceze staționate în Etruria (care mult mai târziu au fost înlocuite cu trupe spaniole trimise de regele Carol al IV-lea).
În vara anului 1802, Maria Luisa și soțul ei au fost invitați în Spania să participe la dubla nuntă a fratelui ei Ferdinand cu Maria Antonia de Neapole și a surorii ei mai mici, Maria Isabel cu Francisc I de Neapole.
Louis s-a simțit foarte rău înainte de a urca pe navă; așteptarea pentru recuperarea lui a amânat planurile lor cu săptămâni. Odată ajunși pe mare, i-a fost rău Mariei Luisa care era însărcinată. La 2 octombrie 1802, înainte de a ajunge la Barcelona, Maria Luisa a dat naștere cu dificultate fiicei sale Maria Luisa Carlota (numită după sora mai mare decedată a Mariei Luisa). La început, medicii au crezut că atât mama cât și fiica nu vor supraviețui. După ce au ajuns, cuplul a constatat că au ajuns prea târziu pentru nuntă. Maria Luisa era încă foarte bolnavă și a așteptat trei zile la bordul navei pentru a se recupera înainte de a coborî pe țărm, unde părinții ei o așteptau.
La o săptămână după sosirea lor, au aflat că tatăl lui Louis a murit. Bolnav și nefericit, Louis voia să se întoarcă cât mai curând cu putință însă Carol al IV-lea și Maria Luisa au insistat să meargă la curtea de la Madrid. 
Întorși în Etruria, Louis a murit la 27 mai 1803 la vârsta de 30 de ani ca urmare a unei crize epileptice.

## Regența și exilul

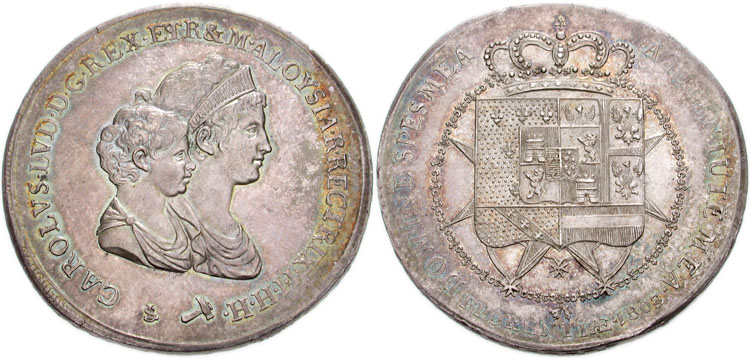
Monedă de 10 lire din 1803 cu efigia Mariei Luisa și a fiului ei Carlos de Parma.

După durerea provocată de moartea soțului ei, Maria Luisa a început să sufere de o boală nervoasă. Ea a trebuit să acționeze ca regentă pentru fiul ei Charles Louis, noul rege al Etruriei. Avea numai douăzeci de ani când a devenit văduvă și s-au făcut planuri pentru o nouă căsătorie. Franța și Spania doreau să o căsătorească cu vărul ei primar Pedro de Bourbon, fiul de 19 ani a infantelui Gabriel, fratele mai mic al regelui Carol al IV-lea, însă căsătoria nu s-a materizlizat. 
În timpul regenței, Maria Luisa a fondat o școală pentru predarea științelor la nivel superior, Muzeul de Fizica și Istorie Naturală din Florența. Pentru a intra în grațiile poporului florentin, ea a primit cu bunăvoință la Palatul Pitti recepții splendide pentru artiști și scriitori, precum și oficiali guvernamentali. 
Maria Luisa a fost acuzată că nu a aplicat blocada engleză în Etruria. Ministrul francez i-a ordonat să părăsească Florența iar regenta a trebuit să se supună. Maria Luisa și copiii ei au părăsit Florența la 10 decembrie 1807, viitorul lor fiind incert. Napoleon a anexat teritoriul Franței și a acordat titlul de "Marea Ducesă de Toscana" surorii lui, Elisa. Regina exilată a mers la Milano unde s-a întâlnit cu Napoleon. El i-a promis ca o compensare pentru pierderea Etruriei, tronul regatului din nordul Lusitaniei (în nordul Portugaliei). Ca parte a angajamentului, Maria Luisa trebuia să se căsătorească cu Lucien Bonaparte, care urma să divorțeze de soția sa, însă amândoi au refuzat: Lucien era atașat de soția sa iar Maria Luisa a considerat nunta o mezalianță și în plus, sora sa mai mare Charlotte era Prințesă Moștenitoare a Portugaliei.
Maria Luisa a ajuns în Spania unde a găsit o curte divizată: fratele ei Ferdinand, Prinț de Asturia a complotat împotriva tatălui lor și a primului ministru Godoy. Ferdinand a fost iertat însă Napoleon a profitat de ocazie și a invadat Spania în decembrie 1807. Maria Luisa a ajuns la Aranjuez la 19 februarie 1808.
La 18 martie a avut loc o revoltă populară cunoscută sub numele Motín de Aranjuez. Două zile mai târziu, curtea l-a forțat pe Carol al IV-lea să abdice în favoarea fiului său Ferdinand. Abdicarea a fost salutată cu entuziasm de populație.
Napoleon a chemat toate rudele regelui în Franța. La plecarea lor pe 2 mai 1808, cetățenii din Madrid s-au ridicat împotriva ocupației franceze, dar revolta a fost zdrobită de Murat. Napoleon i-a forțat atât pe Carol al IV-lea cât și pe Ferdinand  să renunțe la tronul Spaniei. În schimbul renunțării la toate cererilor lor, le-a promis un venit mare și reședințe în Compiegne și Chambord. Mariei Luisa, care a încercat în zadar să-l convingă pe Napoleon să-i redea Toscana sau Parma, i-a promis, de asemenea, un venit mare. A asigurat-o că va fi mult mai fericită fără grijile guvernării dar Maria Luisa a protestat împotriva confiscării dominioanelor fiului ei.

## Prizonieră

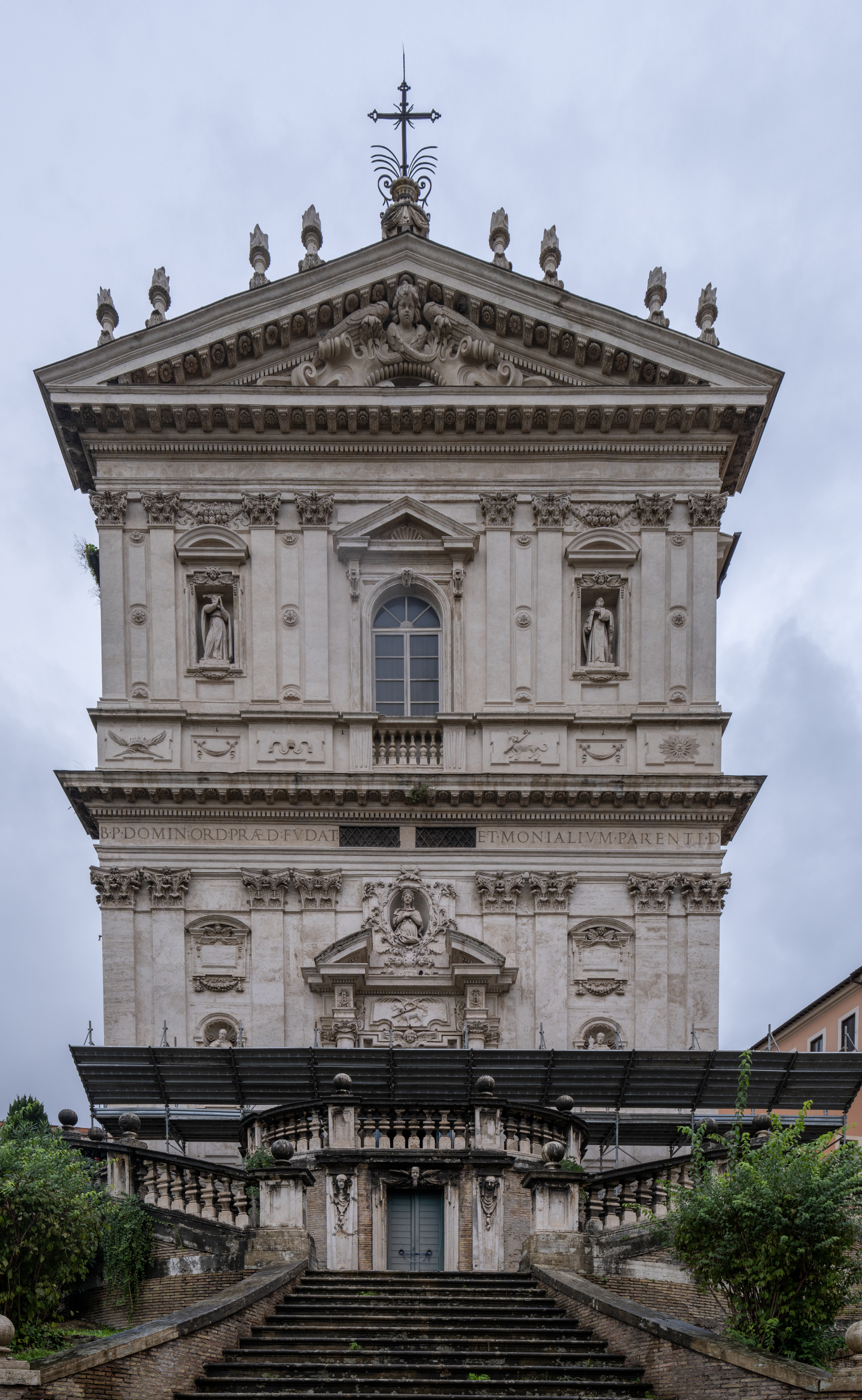
Mănăstirea Santi Domenico e Sisto unde Maria Luisa a stat închisă patru ani.

Napoleon a dăruit Spania fratelui său Joseph și a forțat familia regală să stea în exil la Fontainebleau. Maria Luisa a solicitat un permis de ședere separat și s-a mutat cu copiii ei la o casă în Passy, dar curând a fost mutată la Compiegne. S-a îmbolnăvit frecvent și ducea lipsă de bani; când în sfârșit Napoleon i-a trimis 12.000 de franci compensarea promisă, cheltuielile călătoriei în Franța au fost decontate. I s-a promis să se retragă la Palatul Colorno din Parma cu o alocație substanțială dar odată ajunsă la Lyon, sub pretextul conducerii ei la destinație a fost escortată la Nisa, unde a fost ținută sub strictă supraveghere.
A plănuit să fugă în Anglia dar scrisorile ei au fost interceptate și cei doi complici executați. Maria Luisa a fost arestată la 26 iulie și condamnată la închisoare într-o mănăstire din Roma, în timp ce fiul ei în vârstă de nouă ani a rămas în grija bunicului Carol al IV-lea. Pensia Mariei Luisa s-a redus la 2.500 de franci; toate bijuteriile și obiectele de valoare i-au fost luate și a fost închisă împreună cu fiica ei și cu o servitoare la 14 august 1811 la mănăstirea Santi Domenico e Sisto în apropiere de Quirinal. Cererile ei pentru clemență nu au primit răspuns.
În timpul detenției sale, Maria Luisa și copiii ei au fost deposedați de drepturile lor la coroana spaniolă de către Cádiz Cortes, la 18 martie 1812, pentru că ea era sub controlul lui Napoleon. Drepturile ei nu au fost restaurate până în 1820.
Fosta regină a Etruriei scria în Memorii:
Sunt de doi ani și jumătate în această mănăstire și de un an fără să vad sau să vorbesc cu nimeni. Nu mi s-a permis să scriu sau să primesc vești nici chiar de la fiul meu. Eram în mănăstire deja de unsprezece luni atunci când părinții mei au venit cu fiul meu la Roma, la 16 iunie 1812. Am sperat că voi fi eliberată imediat după sosirea lor dar m-am înșelat; în loc de diminuare a rigorii din închisoare am fost pusă sub ordine stricte.
După întâlnirea din iunie 1812, i s-a permis să-și vadă părinții și fiul o dată pe lună dar numai pentru douăzeci de minute și sub supraveghere. Numai căderea lui Napoleon a deschis porțile închisorii ei. La 14 ianuarie 1814, după mai mult de patru ani de captivitate, a fost eliberată.

## Congresul de la Viena
Maria Luisa s-a mutat cu copiii și cu părinții la Palatul Barberini din Roma. Atunci când Napoleon s-a întors din exilul său de pe insula Elba, Maria Luisa și părinții ei au fugit la Roma, trecând dintr-un oraș în altul în Italia. Contesa de Boigne a întâlnit-o la Geneva și a găsit-o neîngrijită și vulgară. Când Napoleon a fost învins la Waterloo, s-au întors la Roma.
La Congresul de la Viena, interesele Mariei Luisa au fost reprezentate de emisarul spaniol Marchizul de Labrador, un om incopetent. Ministrul austriac Metternich a decis să nu redea Parma Casei de Bourbon, ci soției lui Napoleon, Marie Louise de Austria. Maria Luisa a pledat cauza ei fratelui ei Ferdinand al VII-lea al Spaniei, Papei și Țarului Alexandru I al Rusiei. 
În cele din urmă, Congresul a decis să-i acorde Mariei Luisa și fiului ei micuțul ducat de Lucca, care provenea din Toscana. Maria Luisa a refuzat compromisul pentru mai mult de doi ani, în care a locuit cu copiii într-un palat din Roma. În acest timp relația cu familia sa a fost tensionată: părinții și fratele ei Ferdinand voiau s-o căsătorească pe fiica ei, Maria Luisa Carlota, care avea 14 ani cu infantele Francisco de Paula, fratele mai mic al Mariei Luisa. Ea s-a opus vehement acestui plan, considerând că fratele ei de 22 de ani era prea nesăbuit pentru fiica ei. De asemenea, s-a opus planului de a-l căsători pe fiul ei cu Maria Cristina de Neapole, fiica surorii sale Maria Isabel.
Căutând independența familiei sale, Maria Luisa a acceptat soluția oferită de Tratatul de la Paris din 1817: după decesul Mariei Louise de Austria, ducatul Parma revenea fiului ei și Casei de Bourbon. Maria Luisa a devenit ducesă de Lucca și i s-a garantat rangul și privilegiile unei regine. Lucca urma să fie anexată Marelui Ducat de Toscana când familia recâștiga Parma.

## Ducesă de Lucca

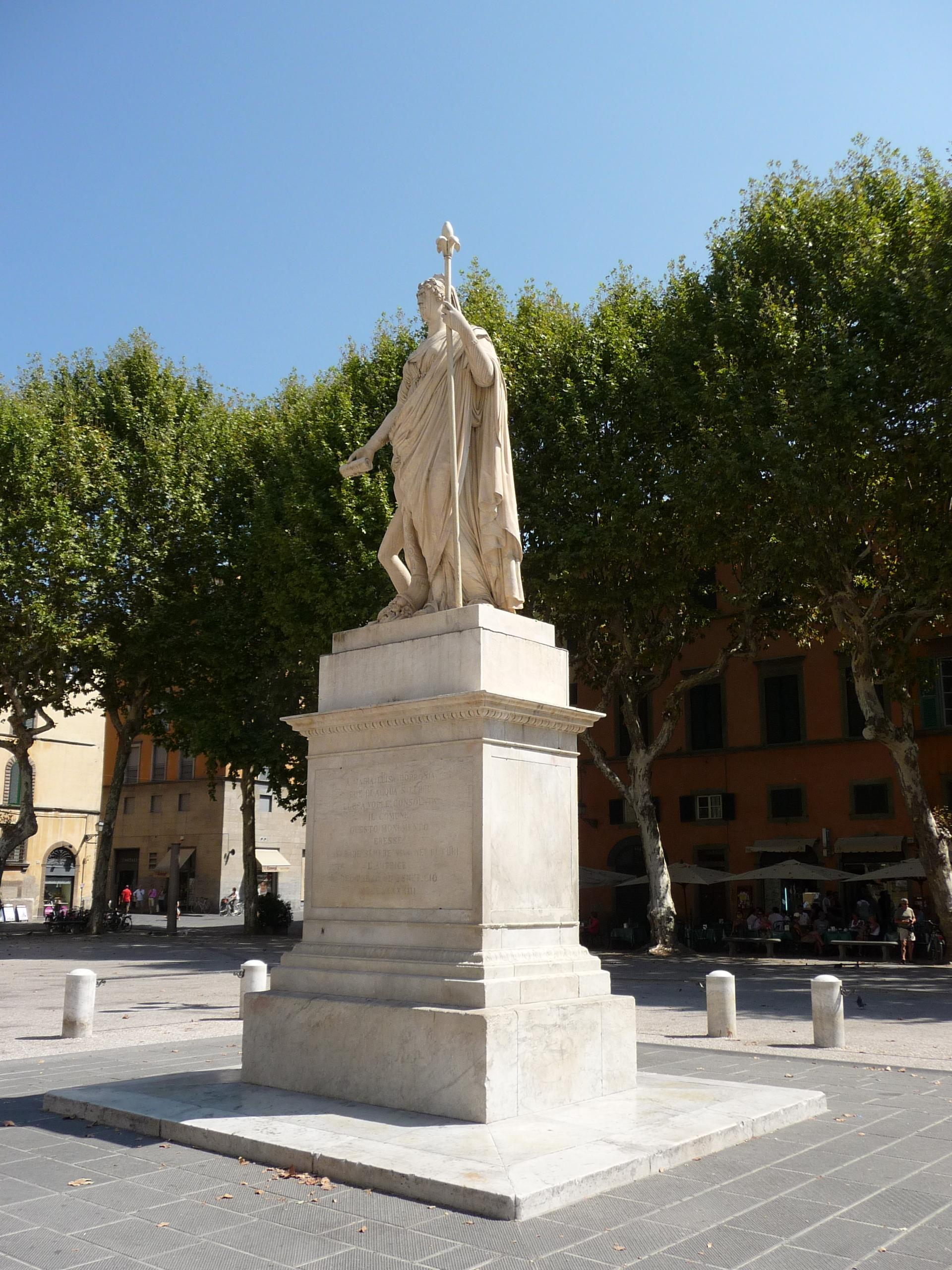
Statuia Mariei Luisa din Piața Napoleone din Lucca.

Când Maria Luisa a ajuns în Lucca, avea deja 35 de ani: tinerețea ei se dusese și se îngrășase. Cu toate acestea, a pus ochii pe o nouă căsătorie. S-a adresat în primul rând lui Ferdinand al III-lea, Mare Duce de Toscana care era verișorul ei primar și văduv în ideea de a-și securiza poziția în Lucca și de a obține un cap de pod în Florența. După ce a eșuat, a încercat cu Arhiducele Ferdinand de Austria-Este dar și de data asta a eșuat.
După asasinarea lui Charles Ferdinand, Duce de Berry în 1820, au existat, de asemenea, planuri de căsătorie cu tatăl lui, Carol, conte de Artois, care va deveni regele Carol al X-lea al Franței.
Intenția fermă a Mariei Luisa a fost de a șterge orice urmă a guvernului Elisei Bonaparte, care a condus Lucca între 1805-1814 și care i-a succedat Mariei Luisa în Toscana în 1808. Ca ducesă, ea a promovat lucrările publice și cultura în spiritul iluminismului și în timpul guvernului ei științele au înflorit. Între 1817 și 1820, ea a ordonat reînnoirea completă a decorațiunilor interioare ale Palatului Ducal, făcând Palazzo din Lucca una dintre cele mai frumoase din Italia. Maria Luisa, o femeie religioasă, a favorizat clerul. În micul ei stat, au fost fondate șaptesprezece mănăstiri noi în cei șase ani de domnie ai ei. Printre proiectele pe care le-a realizat au fost construirea unui nou apeduct și dezvoltarea Viareggio, portul Ducatului.
Din punct de vedere politic, Maria Luisa nu a luat în considerare constituția impusă de către Congresul de la Viena și a guvernat Lucca într-un mod absolutist, deși guvernul său nu a fost foarte reacționar și opresiv. Când liberalii spanioli au  impus o constituție fratelui ei, regele Ferdinand al VII-lea, ea a fost deschisă la ideea de a accepta o constituție, dar renașterea absolutismului spaniol din 1823 a încheiat intențiile ei.
În 1820, a aranjat nunta fiului ei în vârstă de 21 de ani cu Prințesa Maria Tereza de Savoia, una dintre gemenele regelui Victor Emanuel I al Sardiniei. Relația cu fiule ei s-a deteriorat iar mai târziu acesta s-a plâns despre mama sa că l-a "ruinat fizic, moral și financiar".
De-a lungul acestor ani, Maria Luisa și-a petrecut verile în Lucca și iernile la Roma. La 25 octombrie 1823 a plecat la palatul ei din Roma simțindu-se bolnavă. La 22 februarie 1824 și-a semnat testamentul și a murit de cancer la 13 martie 1824 la Roma. Corpul ei a fost dus în Spania și înmormântat la El Escorial. În memoria ei în Lucca a fost ridicat un monument.
După decesul ei, Carol Louis i-a succedat la conducerea ducatului Lucca.